# 戦車第3師団 (日本軍)
戦車第3師団（せんしゃだいさんしだん）は、大日本帝国陸軍の機甲師団の一つ。当初4個戦車連隊、1個機動歩兵連隊、1個機動砲兵連隊などの部隊で構成された。

## 沿革
- 1942年（昭和17年）6月 - 駐蒙の騎兵集団を改編して中国戦線で編成された。北支那方面軍の駐蒙軍に属した。
- 1944年（昭和19年）4月 - 北支那方面軍の第12軍に編入された。大陸打通作戦に参加する。
- 1944年（昭和19年）7月 - 戦車第6旅団が湘桂作戦に参加する。
- 1945年（昭和20年）3月 - 老河口作戦に参加する。

## 師団概要

### 歴代師団長
- 西原一策中将：1942年（昭和17年）12月1日 - 1944年1月7日[1]
- 山路秀男中将：1944年（昭和19年）1月7日 - 終戦[2]

### 参謀長
- 渡部富士雄 大佐：1942年（昭和17年）12月1日 - 1943年8月2日[3]
- 橋本通義 大佐：1943年（昭和18年）8月2日[4] - 1944年11月15日[5]
- 向田宗彦 大佐：1944年（昭和19年）11月22日 - 終戦[6]

### 所属部隊
| - 戦車第5旅団 - 戦車第8連隊 - →昭和17年9月第8方面軍に転出、ラバウルへ - 戦車第12連隊 - →昭和20年4月第17方面軍に転出、京城へ - 戦車第6旅団 - 戦車第13連隊 - 戦車第17連隊 - 機動歩兵第3連隊 - 機動砲兵第3連隊 - 戦車第3師団速射砲隊 - 戦車第3師団捜索隊 - 戦車第3師団防空隊 - 戦車第3師団工兵隊 - 戦車第3師団整備隊 - 戦車第3師団輜重隊 | - 戦車第6旅団 - 戦車第13連隊 - 戦車第17連隊 - 機動歩兵第3連隊 - 機動砲兵第3連隊 - 戦車第3師団速射砲隊 - 戦車第3師団捜索隊 - 戦車第3師団防空隊 - 戦車第3師団工兵隊 - 戦車第3師団整備隊 - 戦車第3師団輜重隊 |